# Sanyō-Onoda
Sanyō-Onoda (山陽小野田市?) è una città giapponese della prefettura di Yamaguchi.